# Mandevilla pentlandiana
Mandevilla pentlandiana är en oleanderväxtart som först beskrevs av A. Dc., och fick sitt nu gällande namn av R. E. Woodson. Mandevilla pentlandiana ingår i släktet Mandevilla och familjen oleanderväxter. Inga underarter finns listade i Catalogue of Life.